# Dietrich-Bonhoeffer-Kirche (Wiesbach)
Die Dietrich-Bonhoeffer-Kirche ist eine evangelische Kirche in Wiesbach, einer Ortsgemeinde im Landkreis Südwestpfalz in Rheinland-Pfalz. Sie steht unter Denkmalschutz. Die Kirchengemeinde gehört zum Pfarramt Großbundenbach im Dekanat Homburg der Evangelischen Kirche der Pfalz.

## Geschichte
Eine Pfarrkirche existierte in Wiesbach in erhöhter Hanglage am Ostrand des Dorfes bereits vor dem Jahr 1000. Auf ihren Mauern erhebt sich der zweischiffige gotische Flachdeckenbau, bestehend aus vier Achsen mit einjochigem gewölbtem Chor und Fünfachtelschluss. Seine Errichtung wird in die erste Hälfte des 14. Jahrhunderts datiert, als das Dorf Teil des Kaiserslauterer Reichslandes war. Von daher erklären sich architektonische Ähnlichkeiten mit der Lauterer Stiftskirche.
Die Reformation hielt in Wiesbach wohl schon in den frühen 20er Jahren des 16. Jahrhunderts unter der Protektion Franz von Sickingens Einzug. Nach der Vertauschung des Dorfes an das Fürstentum Pfalz-Zweibrücken, in dem 1588 das lutherische durch das reformierte Bekenntnis ersetzt worden war, wurden die letzten katholischen Reste, darunter die opulente Ausmalung, aus der Kirche entfernt. Der mittelalterliche Glockenturm war zu diesem Zeitpunkt bereits eingestürzt (LA Speyer Best B 2 1059/2, fol. 68 f). Er wurde später durch einen Dachreiter, 1954 durch den heutigen Turm ersetzt. 
Seit ca. 1684 wurde die Kirche – auf der Grundlage einer Anordnung Ludwigs XIV. – de facto, seit dem Frieden von Rijswijk 1697 de iure von Reformierten und Katholiken simultan genutzt, wobei den Reformierten das Eigentums-, den Katholiken lediglich ein Mitbenutzungsrecht zustand. Das Simultaneum wurde 1912 abgelöst.  Bei Renovierungsarbeiten Anfang der 1960er Jahre fand sich eine Grablege am östlichen Ende des Seitenschiffes mit gut erhaltenem Skelett, was zu allerhand Spekulationen über Identität und Funktion des (oder der?) Bestatteten Anlass bot. Schriftliche Nachrichten, die gesicherte Aussagen erlauben würden, fehlen wie in vielen anderen Kontexten der älteren Wiesbacher Geschichte völlig.